# Mira (zangeres)
Mira Bertels (Mortsel, 23 juli 1982), beter bekend onder haar artiestennaam Mira, is een Belgische zangeres.  

## Levensloop
Mira studeerde kleinkunst aan de Studio Herman Teirlinck in Antwerpen. In 2005 brengt ze een eerste mini-cd uit, "Klein Gevaarlijk Afval". De eerste full-cd, "In De Daluren" volgt een jaar later. De eerste single, eveneens "In De Daluren" getiteld, krijgt behoorlijk wat airplay. Mira komt nog extra in de belangstelling naar haar deelname aan het een-programma Zo is er maar één, waar ze het nummer "De Onverbiddelijke Zoener" van Lamp, Lazarus & Kris covert. Mira eindigt met dit nummer tweede in haar aflevering.
In 2007 wordt een tweede single uit het album uitgebracht, "In De Fleur". Het nummer wordt hiervoor in een nieuw jasje gestoken en Mira krijgt meteen ook haar eerste videoclip. De clip bereikt meteen uit het niets de eerste plaats in de hitlijst "Puur Belgisch" op JIMtv. Sinds de release staat "In De Fleur" jaarlijks in de top 100 van Beste Belgische platen op Radio 1.
Mira is ook te horen op het debuutalbum van Fixkes, met name in de nummers Lievelingsdier, In de lommerte, Vrijdagavond, Ziede mij nog gere. Ze mag in 2008 ook een duet met Guido Belcanto aan haar repertoire toevoegen, het lied "Aanbid Me Dan". 
Eind 2008 komt de CD Stukken Van Mensen uit, op Mira's eigen label Kathoorn Plaatjes. De productie van dit album is in handen van Jean-Marie Aerts. Singles "Grenzen", "Loslopend Wild", "Checken checken checken" en 'Het Liefst" doen het goed op de radio. 
In november 2011 brengt Mira haar derde, titelloze album uit. Producer van dienst is Christophe Albertijn. In april 2012 is ze te gast bij Willem Vermandere op de Nekka-Nacht in het Sportpaleis, waar ze een eigenzinnige versie brengt van Vermandere's lied "Onderweg".  
In 2013 brengt ze samen met Jenne Decleir "Liefste Ellendeling" op de planken; een muziekprogramma met liedteksten van Hugo Claus. 
Na vijf jaar brengt Mira in 2016 een vierde album uit. Ditmaal werkt ze samen met Tim Vandenbergh, muzikant bij Roosbeef en Het Zesde Metaal. De eerste single is "Enkel Glas". In de videoclip daarvan figureert kunstschaatser Kevin Van der Perren. 
Naast haar bezigheden als singer-songwriter werkt Mira ook geregeld mee aan theaterproducties.

## Prijzen
- Theater Aan Zee 2004 (Oostende): 2de prijs: ‘Jong Muziek Werk’.
- De publieksprijs
- De DKA-prijs
- De Jan Puimège prijs
- Nekka-Wedstrijd 2005: 2de plaats

## Discografie

### Albums
| Album met hitnotering(en) in de Vlaamse Ultratop 200 albums | Datum van verschijnen | Datum van binnenkomst | Hoogste positie | Aantal weken | Opmerkingen |
| ----------------------------------------------------------- | --------------------- | --------------------- | --------------- | ------------ | ----------- |
| Klein gevaarlijk afval                                      | 2005                  | -                     |                 |              | ep          |
| In de daluren                                               | 2006                  | 25-11-2006            | 59              | 3            |             |
| Stukken van mensen                                          | 21-11-2008            | 06-12-2008            | 50              | 13           |             |
| Mira                                                        | 14-11-2011            | 26-11-2011            | 81              | 3            |             |
| Plaats                                                      | 14-10-2016            | 22-10-2016            | 58              | 12           |             |
| Heilig Hart                                                 | 26-02-2021            |                       |                 |              |             |

### Singles
| Single met hitnotering(en) in de Vlaamse Ultratop 50 | Datum van verschijnen | Datum van binnenkomst | Hoogste positie | Aantal weken | Opmerkingen |
| ---------------------------------------------------- | --------------------- | --------------------- | --------------- | ------------ | ----------- |
| Openbare weg                                         | 2005                  | -                     |                 |              |             |
| En uwe maat                                          | 2006                  | -                     |                 |              |             |
| In de daluren                                        | 2006                  | -                     |                 |              |             |
| In de fleur                                          | 2007                  | -                     |                 |              |             |
| Grenzen                                              | 2008                  | -                     |                 |              |             |
| Het plan                                             | 10-10-2011            | 05-11-2011            | tip69           | -            |             |
| Enkel glas                                           | 09-09-2016            | 24-09-2016            | tip36           | -            |             |
| De buren                                             | 05-12-2016            | 14-01-2017            | tip             | -            |             |
| Afslag                                               | 2016                  | 18-02-2017            | tip             | -            |             |